# I Wish (canção de Shanice)
"I Wish" é uma canção/single da cantora de R&B, Shanice. Foi o terceiro single lançado de seu terceiro álbum 21... Ways to Grow. Foi composta por Lance Alexander e Tony Tolbert, integrantes da banda Lo-Key? e produzida por Lance Alexander e Prof T. Um videoclipe foi filmado.

## Lista de faixas
12" single
A1. "I Wish" (Editado para Rádio) (3:49)
A1. "I Wish" (versão LP) (5:56)
A1. "I Wish" (Trilha sonora para TV) (5:56)
A1. "I Wish" (Pop Edição) (3:36)

## Posições nos gráficos musicais
| Gráfico                             | Posições |
| ----------------------------------- | -------- |
| EUA Billboard Hot R&B/Hip-Hop Songs | 61       |